# ラディム・ジェズニーク
ラディム・ジェズニーク（Radim Řezník、1989年1月20日 - ）は、チェコ・チェスキー・チェシーン出身のサッカー選手。FCヴィクトリア・プルゼニ所属。ポジションはDF。元チェコ代表。

## クラブ経歴
2001年、MFK OKDカルヴィナーの下部組織からFCバニーク・オストラヴァに移籍し、2006-07シーズンの12月にトップチームへと昇格した。
2011年8月31日、FCヴィクトリア・プルゼニに4年契約で加入した。

## 代表経歴
2004年からチェコの各世代別代表に選出され、U-17チェコ代表として出場したUEFA U-17欧州選手権2006での準優勝や2009 FIFA U-20ワールドカップにおけるベスト16進出などを経験した。
2014年9月4日、アメリカ合衆国代表との親善試合にて、後半から途中出場したことでチェコ代表デビューを飾った。